# Onychocella marioni
Onychocella marioni är en mossdjursart som först beskrevs av Jullien 1882.  Onychocella marioni ingår i släktet Onychocella och familjen Onychocellidae. Inga underarter finns listade i Catalogue of Life.